# Jeff Dunham
Jeff Dunham (Dallas, 18 d'abril de 1962) és un humorista i ventríloc estatunidenc.

## Carrera
Jeff Dunham va començar de ventríloc als 8 anys. Considera que és una competència adquirida, semblant al jonglage, que qualsevol amb una veu normal pot adquirir. Segons ell, mai no ha treballat verdaderament aquest do.
Dunham ha aparegut en l'espectacle de Broadway Sugar Babies amb Mickey Rooney i Ann Miller, el 1985, i a la Westbury Music Fair a Long Island. Aquestes primeres experiències, en les quals ha utilitzat personatges com «José Jalapeño sobre un bastó», li han ensenyat el valor de la modificació de la seva obra segons el lloc de representació, com els jalapeño’s jokes que ha funcionat bé a Texas, però no han estat tan ben acollides pel públic de Long Island.
Jeff Dunham va començar amb The Tonight Show with Johnny Carson el 1990. Al final de la seva obra, va ser convidat a asseure's al sofà Johnny Carson, aquest gest és considerat com una marca d'homologació.
Dunham ha aparegut amb Walter des dels 19 anys en un episodi d'Ellen, en el transcurs del qual un ventríloc arribat a una convenció es troba en una habitació que ha estat igualment reservada per al matrimoni de l'amic d'Ellen. Dunham, amb Walter, ha aparegut igualment en un spot de TV de Hertz. Les seves altres aparicions van ser en 60 Minutes II, Fox Esports Net, The Best Damn Sports Show Period, Hollywood Places, Entertainment Tonight, Good Morning America i Blue Collar TV.
El 18 de juliol de 2003, Jeff Dunham apareix a Comedy Central Presents ; és la seva primera aparició sol en aquesta cadena. En el transcurs de la seva obra de mitja hora, ha presentat una primera versió dels seus esquetxos «Superhero Melvin Guy», José Jalapeño sobre un bastó» i de « Walter ». El seu primer espectacle Jeff Dunham: Arguing with Myself, ha estat gravat a Santa Ana (Califòrnia), el 2006.
El seu segon espectacle Jeff Dunham: Spark of Insanity ha estat gravat al Warner Theater  de Washington, D.C. el 2007. Jeff Dunham's Very Special Christmas Special ha estat gravat al Pabst Theater a Milwaukee, Wisconsin, el 2009, i la primera emissió va tenir lloc a Comedy Central el 16 de novembre de 2008. Està disponible en suport DVD i Blu-Ray des del 18 de novembre de 2007. Aquest Very Special Christmas  té el rècord d'audiència de tota la història de Comedy Central.
A més a més d'aquestes promocions, Jeff Dunham ha publicat igualment el seu primer àlbum, Don't Come Home for Christmas, el 4 de novembre de 2008. Conté cançons de Nadal originals, així com d'una paròdia de la cançó Jingle Bells d'Achmed, titulada «Jingle Bombs». Totes les cançons, a excepció de «Jingle Bombs», han estat escrites i acompanyades per Brian Haner, que és introduït en el show com a Guitar Guy '. La seva primera aparició a la pantalla va ser a Jeff Dunham's Very Special Christmas Special.
Jeff Dunham ha aparegut en l'episodi «Hart to Hart» de la sèrie de Disney Channel, Sonny with a Chance, on fa el paper d'un agent de seguretat ventríloc.
El 2010 fa el paper de Lewis a la pel·lícula The Dinner.

## Titelles

### Peanut
Peanut, petit monstre violeta, té una petita mata de cabells verds al cap i una sola sabata. A diferència de la majoria de titelles de Jeff Dunham, els ulls i les celles de Peanut són immòbils, permetent a Jeff Dunham tenir una més gran gamma de moviments, amb el cap o amb el seu colze esquerre. Durant escenes còmiques, agita el seu braç esquerre sobre el cap tocant-se als cabells i cridant "Gnneeeooow! " al·ludint a una altra broma.
Quan marxa Peanut, Jeff fa entrar Jose Jalapeno en escena. Generalment, les dues marionetes es discuteixen, sent Peanut el titella més hiperactiu de Jeff. Peanut diu que no ha acabat l'escola; el cita intentant llegir "Santa Ana" a Arguing With Myself (el pronuncia: "Sa-Nata-A...Na! "). A més, Peanut diverses vegades ha proclamat que Santa Ana és l'Infern, l'utilitza per fer broma dient: "We're going to HELL, aren't we?!...Hop! Here we are"! Grinyolant, Peanut fet sovint un riure després d'algunes bromes, llavors mossega Jeff a la cara.
Quan Jeff Dunham li pregunta com és que ha perdut una sabata, Peanut li respon simplement que ha trobat just la que té...

### Walter
Walter és un dels titelles més antics de Jeff, i una de les més conegudes. És un vell retirat i rondinaire amb els braços sempre creuats. Casat des de fa 48 anys (des de 2008), és un fogós, negatiu i qui té una visió sovint sarcàstica sobre el món d'avui. És un veterà de guerra del Vietnam i un antic soldador i "no dona cap importància" a ningú, i encara menys a la seva pròpia dona o certs membres de l'audiència. Es queixa sovint del seu matrimoni, fa bromes vinculades a la sexualitat i utilitza diverses vegades el terme "dumb ass". Segons Achmed i Melvin, té gasos insuportables (segons Achmed, "el gas mostassa de Saddam no és comparat res als pets de Walter").
A través de Walter, Jeff Dunham fa una crítica de l'americà mitjà de 50 anys, que es margina i amaga els seus sentiments. També, les idees d'aquest americà mitjà són les caricatures de les que animen els que voten Bush: així, el discurs de Walter és semblant al de George W. Bush (que Jeff Dunham critica moltes vegades). Es pot trobar una certa semblança entre Walter i Al Bundy, heroi de la sèrie de TV “Married with children”.

### Achmed el terrorista mort
Achmed és un vell terrorista kamikaze pertanyent al grupuscule de sant crispí!, mort utilitzant el seu portàtil prop d'un sortidor de benzina. És un esquelet ("una ferida superficial") que porta barba i turbant (en realitat, els seus eslips). És utilitzat per Dunham per executar la comèdia basada en l'edició contemporània del terrorisme. És conegut per als seus crits "Silence! I kill you"! (Silenci! Et mato ! (No diu I'll Kill you, sibó bé I kill You)) a l'audiència que gosa riure, o "Holy crap!" i "You racist bastard!"(bastard racista). No és realment conscient d'haver mort, "trobant-se bé". Tot i tenit l'aire de musulmà, Achmed no creu que en sigui un, pel "Made in Chinar" tatuat a les seves natges.
Apareix igualment en un esquetx on parodia nadales, sobretot "Jingle Bells" que es fa "Jingle Bombs". Altres cançons les canta com "Ben Laden is coming to town", "Oh Holy Crap" i "SILENCE Night".
Achmed tenia un fill, però hauria mort quan l'ha portat amb ell a la jornada Porti el seu nen a la feina . Dirà més tard Els nens exploten massa de pressa  en relació amb la seva mort.
La seva particularitat és que pot passar d'una veu "d'home" a una veu molt feble, així com dels plegaments de celles que fan que sigui un titella colèric, inquiet.

### José Jalapeño en un pal
José és un pebrot jalapeño amb un bastó. El titella és accionat pel polze de Jeff i només és animada la seva boca. José està molt orgullós del seu bastó, que és intercanviable. És mexicà d'origen però ha entrat legalment a Amèrica, a Florida.
És sovint en conflicte amb Peanut, essencialment xenòfob respecte a ell, fent broma sobre el seu nom. Prefereix la pronunciació americana de José (Djo-zy) abans que la real (RRRozé).

### Bubba J.
Bubba J. estima la cervesa i el NASCAR. El "J". és una drecera per al seu nom de família: Junior. Bubba és casat, i es pot suposar que té almenys un nen. Té un germà anomenat Junior Junior. Bubba és l'únic titella de Jeff que pot desplaçar el seu ull esquerre del centre cap a l'esquerra. S'assembla a un dels titelles d'Edgar Bergen, Mortimer Snerd.

### Melvin el superheroi
Melvin, el Superheroi té només dos superpoders: el de volar i una visió als rajos X, encara que no pugui veure a través de la silicona. Només pot volar tan lluny com Jeff el pot llançar. Diu que no seria un superheroi sense el seu gran nas i la seva petita estatura. Declara que té només dues febleses: les magdalenes i la pornografia ("però no al mateix temps: [ell] té necessitat d'una mà lliure"). Ha comprat el seu vestit sobre ebay, on hi ha una gran "D" groga, en relació amb la seva cançó: "Da, dadà, dah!" Declara que la seva dona té superpoders "convertint-se en dolenta" una vegada al mes, i no la pot vèncer. Diu que ha sortit una vegada amb Catwoman, però ho ha hagut de deixar perquè li ha donat alguna cosa que ha hagut de tractar amb un "medicament contra les picors". Diu que combat el gran crim, "El terrorisme" i els terroristes com Achmed advertint-lo i deixant que Walter l'asfixiï (altres titelles de Jeff Dunham)

### Sweet Daddy D
Sweet Daddy D és un titella que representa un home negre. És de fet l'agent i conseller de Jeff Dunham per a la seva carrera. No deixa de somriure, i sobretot de fer un riure molt llarg que s'acaba amb un so que li és propi. Estima molt les dones, però detesta el NASCAR. Tem també els Blancs. Després d'una sèrie de bromes Afro-Americanes, diu sovint: "Is there any other brother in the house? Yo dog, RUN"!
Sweet Daddy també ha estat vist en el curs d'Arguing With Myself, en una peça on dues senyores que li parlen de l'espectacle i on respon "I made that joke."

## Vida personal
Jeff va estar casat de 1994 a 2010 amb Paige Dunham amb qui ha tingut tres filles, Bree, Ashlyn i Kena. Té un Toyota Prius blau del qual se'n fot molt als seus esquetxos.
Diu amb Achmed que no és un cotxe sinó un tupperware.